# Loudima (distrikt)
Loudima är ett distrikt i Kongo-Brazzaville. Det ligger i departementet Bouenza, i den sydvästra delen av landet, 260 km väster om huvudstaden Brazzaville.